# Liste des classes de sous-marins
Voici une liste des classes de sous-marins militaires :

## États-Unis

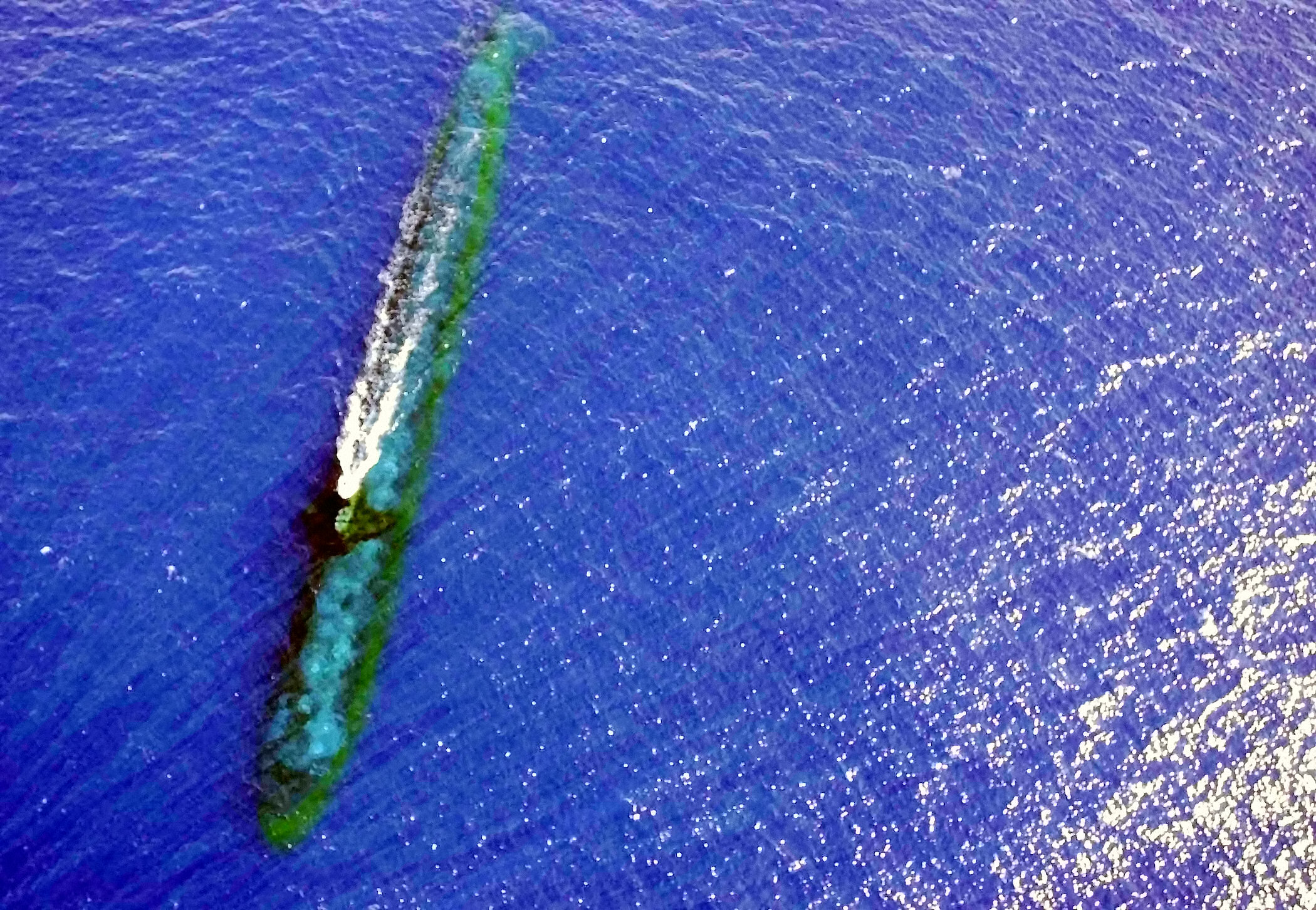
le USS Chicago (SSN 721), sous-marin américain de classe Los Angeles à l'immersion périscopique

Classes de sous-marins nucléaires conçus par les États-Unis dont un certain nombre ont été désarmés :
en service
- classe Virginia (SSN)
- classe Seawolf (SSN)
- classe Los Angeles (SSN)
- classe Ohio (SSBN)

désarmés
- classe Lafayette ;
- classe Sturgeon ;
- classe Permit;
- classe Ethan Allen ;
- classe Skipjack ;
- classe Benjamin Franklin.

## Ex-URSS

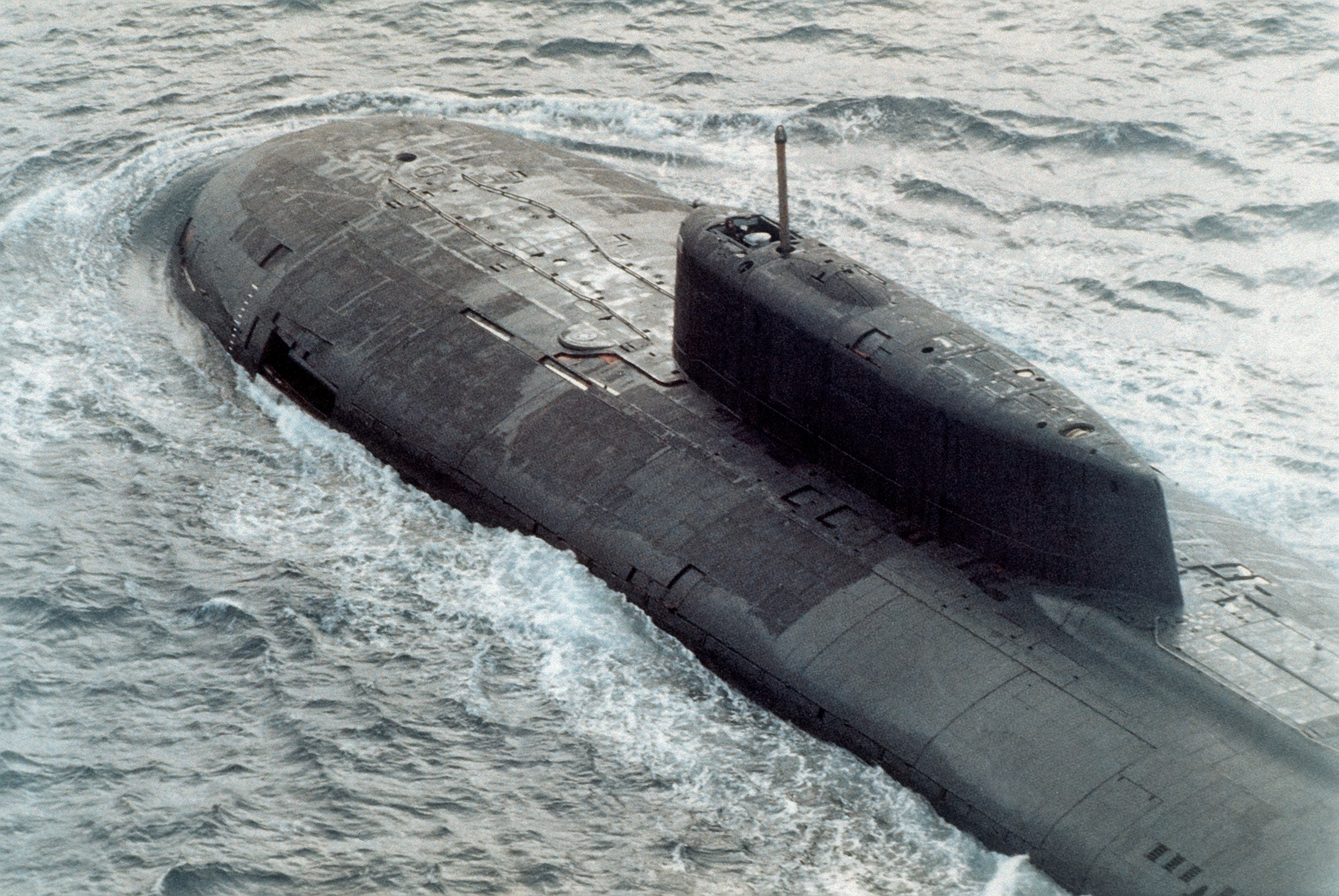
Classe Oscar

L'Union soviétique (aujourd'hui fédération de Russie) a conçu de nombreuses classes de sous-marins :
- classe Akula I et II ;
- classe Alfa;
- classe Delta III et IV ;
- classe Kilo ;
- classe Lada ;
- classe November;
- classe Oscar I et II ;
- classe Sierra I et II ;
- classe Typhoon ;
- classe Victor III ;
- classe Yankee ;
- classe Narval et Classe Bars (anciens modèles)
- Classe Som

## France

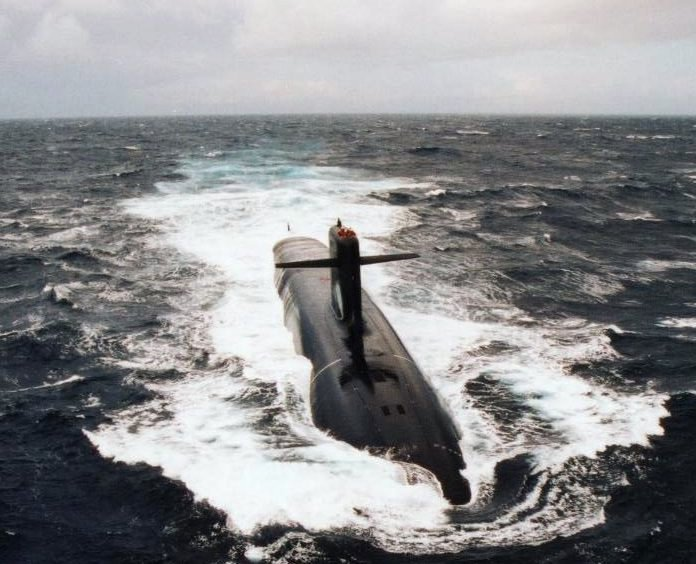
Classe Le Triomphant

La France a développé dix classes de sous-marins depuis la fin de la Seconde Guerre mondiale. Au total, entre 1945 et 2006, la France a construit 63 sous-marins, dont 19 destinés à l'exportation (Pakistan, Portugal, Afrique du Sud, Malaisie, Chili), aux chantiers DCNS de Cherbourg et Dubigeon à Nantes :
- Classe Narval (6 sous-marins construits, tous désarmés) ;
- Classe Daphné (11 sous-marins construits pour la marine française (tous désarmés sauf deux perdus en mer), 4 pour le Portugal (dont un revendu au Pakistan), 3 pour le Pakistan, 3 pour l'Afrique du Sud et 4 construits sous licence par l'Espagne) ;
- Classe Aréthuse (4 sous-marins construits, tous désarmés) ;
- un prototype le Gymnote (désarmé) ;
- Classe Agosta (4 sous-marins construits pour la marine française, (3 désarmés, 1 revendu à la Malaisie), 5 construits pour le Pakistan dont 3 de la classe Agosta 90B et 4 construits par l'Espagne sous licence) ;
- Classe Le Redoutable (SNLE) (6 sous-marins construits, 5 désarmés) ;
- Rubis (SNA) (6 sous-marins construits et 2 autres inachevés) ;
- Classe Le Triomphant (SNLE-NG) (4 construits)
- Classe Suffren (SNA) (en développement) ;
- Classe Scorpène (2 construits pour le Chili, 2 pour la Malaisie).

Les sous-marins français sont aujourd'hui tous construits à Cherbourg. Voir la liste des sous-marins de Cherbourg.

## Chine
La République populaire de Chine a produit plusieurs types de sous-marins mais, pendant longtemps, elle est restée dépendante de l'URSS, ses classes Wuhan et Ming étant basées sur les Romeo soviétiques. 

Actuellement, elle produit des sous-marins modernes et de conception entièrement nouvelle, mais ceux-ci (Yuan, Han, Xia...) sont encore à l'état de prototypes. Et l'achat récent de douze sous-marins de classe Kilo (six de type 636 et six 877) à la Russie montre qu'elle n'est pas encore autosuffisante en la matière, même si elle a la volonté de le devenir.
- classe Whiskey Type 03 (d'origine soviétique)
- classe Golf Type 031 (d'origine soviétique)
- classe Romeo Type 033 (d'origine soviétique)
- classe Wuhan Type 033G
- classe Ming Type 035 (dérivé de la classe Romeo / Type 033)
- classe Song Type 039
- classe Yuan Type 039A
- classe Kilo Type ?? (d'origine russe)
- classe Han Type 091
- classe Xia Type 092
- classe Shang Type 093
- classe Jin Type 094

## Royaume-Uni
en service
- Classe Vanguard (SNLE)
- Classe Trafalgar (SNA)

désarmés
- Classe Resolution (SNLE)

## Sous-marins dans le monde
- Allemagne : Type 201 (3), Type 205 (13), Type 206 (18), Type 209 (61), Type 212 (10)
- Algérie : classe Kilo
- Argentine : TR 1700, Type 209-1200
- Australie : Classe Collins (6), Classe Attack
- Brésil : Type 209-1400
- Bulgarie : Classe Romeo (Slava)
- Canada : Classe Upholder (renommé classe Victoria)
- Chili : Type 209-1300 (Thomson et Simpson), Classe Oberon
- Grèce : Type 209-1100 (Glavkos, Nereus, Triton, Proteus), Type 209-1200 (Poseidon, Amphitriti, Okeanos, Pontos)
- Indonésie : Type 209-1300, classe Kilo
- Iran : Classe Fateh
- Israël : Classe Dolphin ou Type 209 modifiée
- Japon : Classe Harushio (7), classe Oyashio (11), classe Sōryū (12)
- Norvège : Classe Kobben ou Type 207 (15), Classe Ula ou Type 210 (6)

## Galerie de photographies

### Allemagne

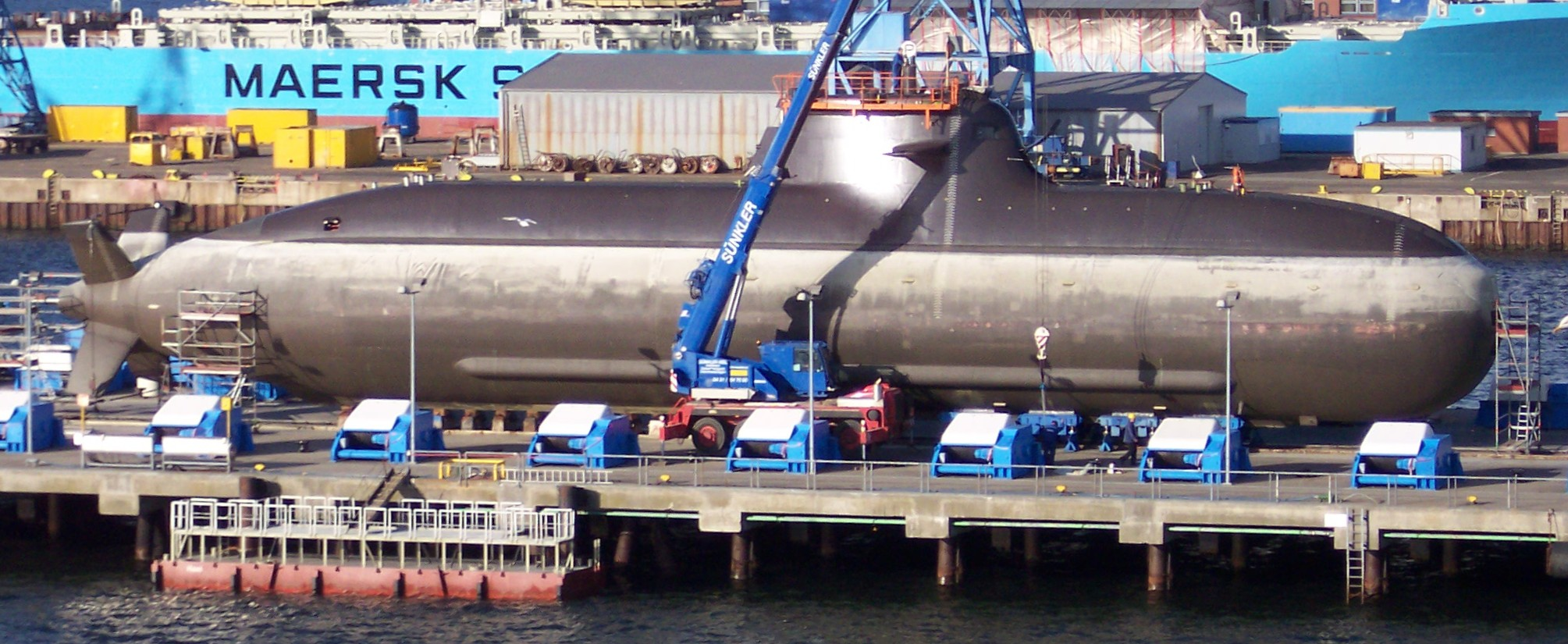
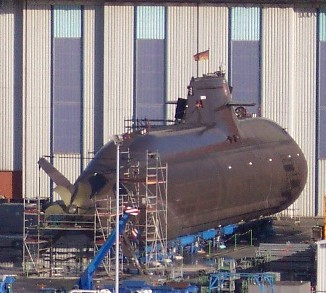
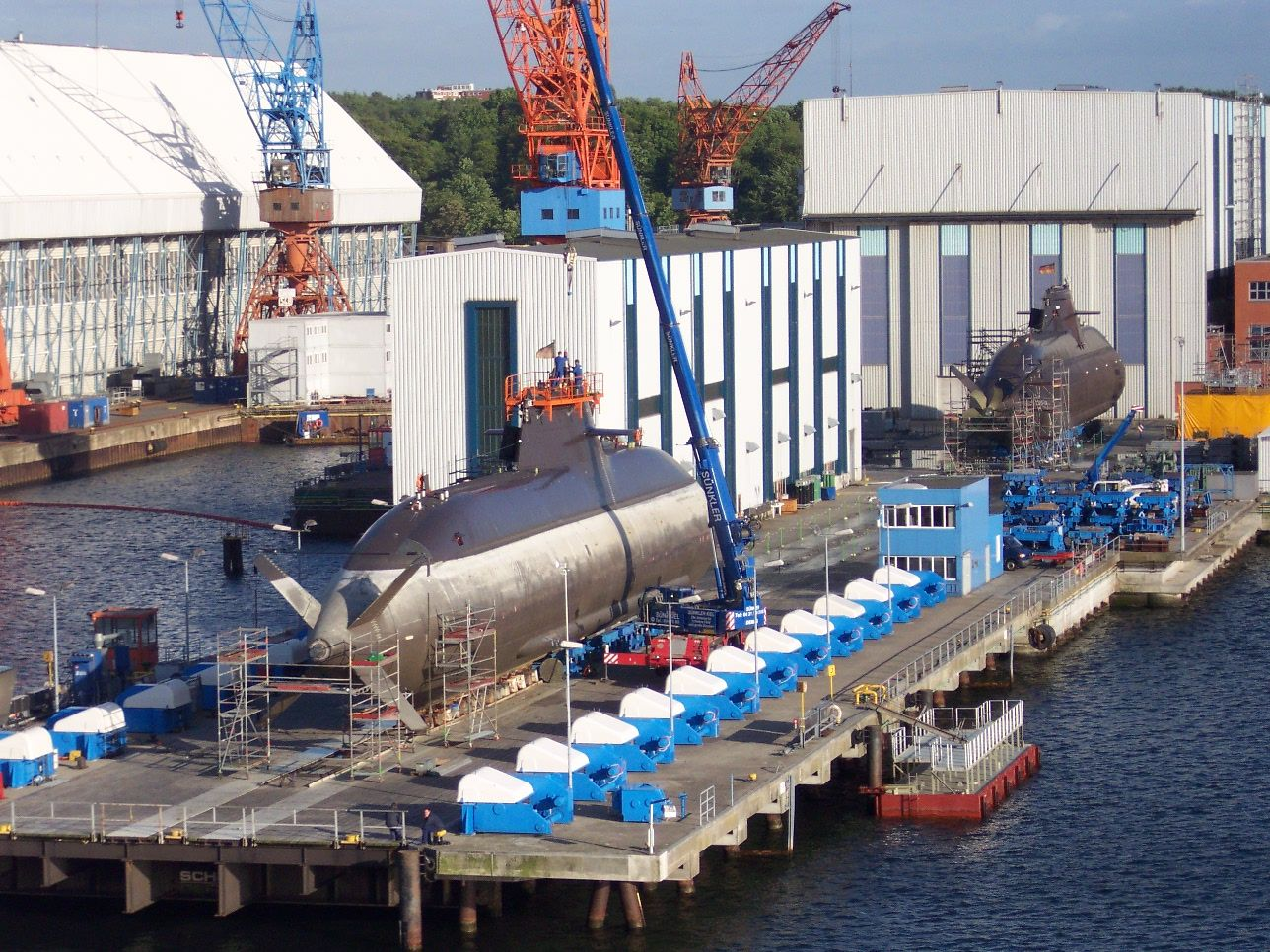
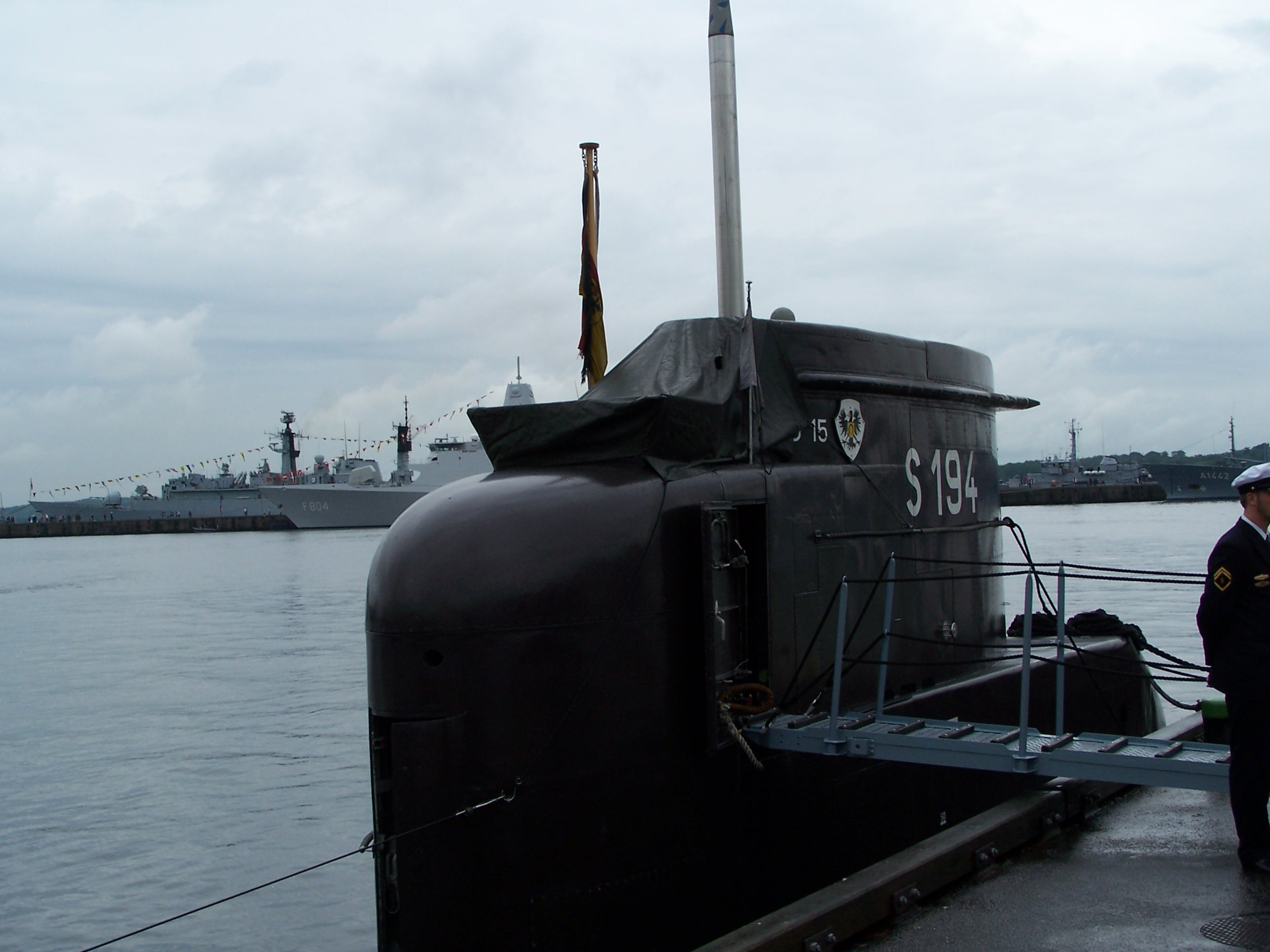
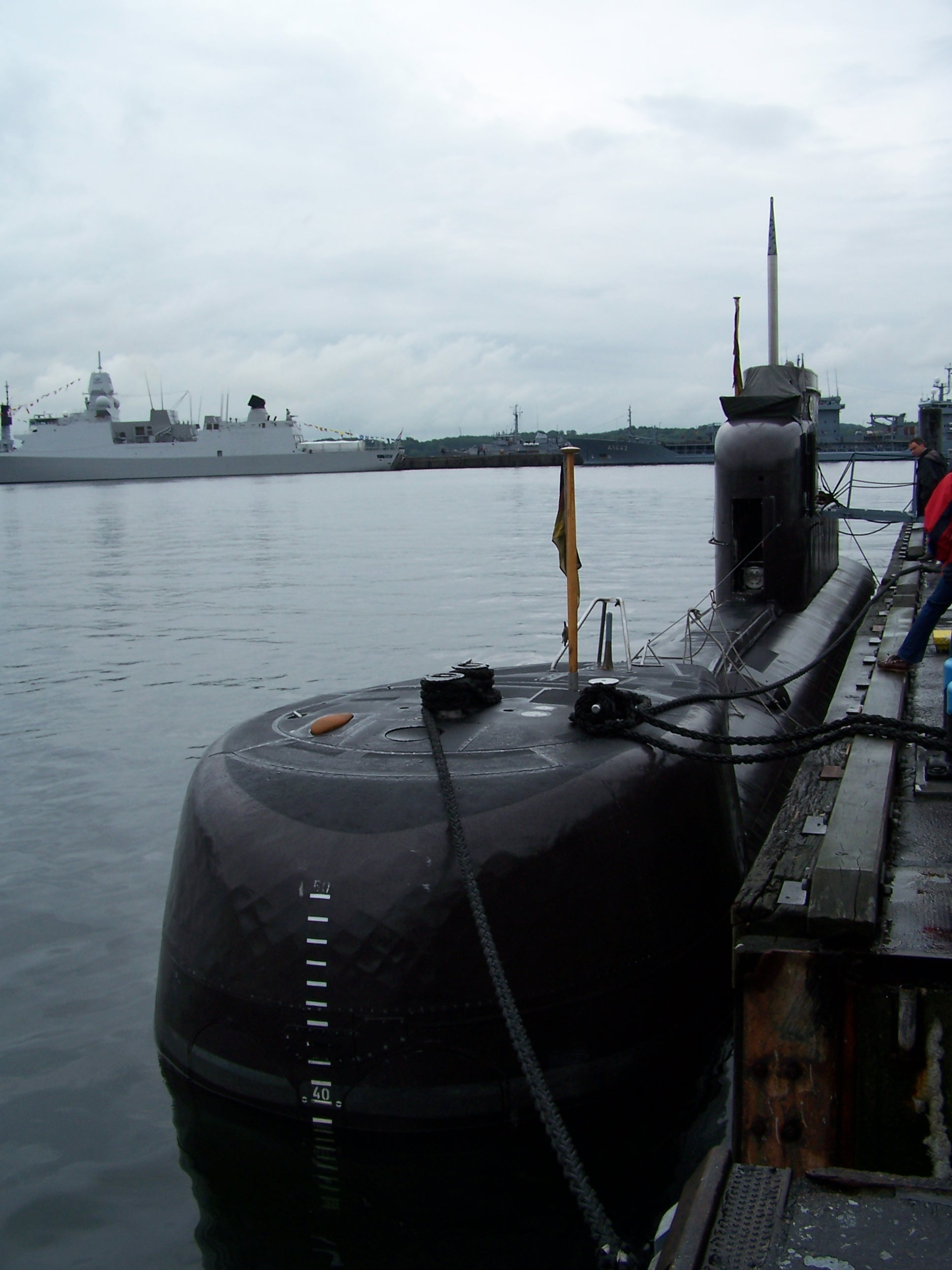
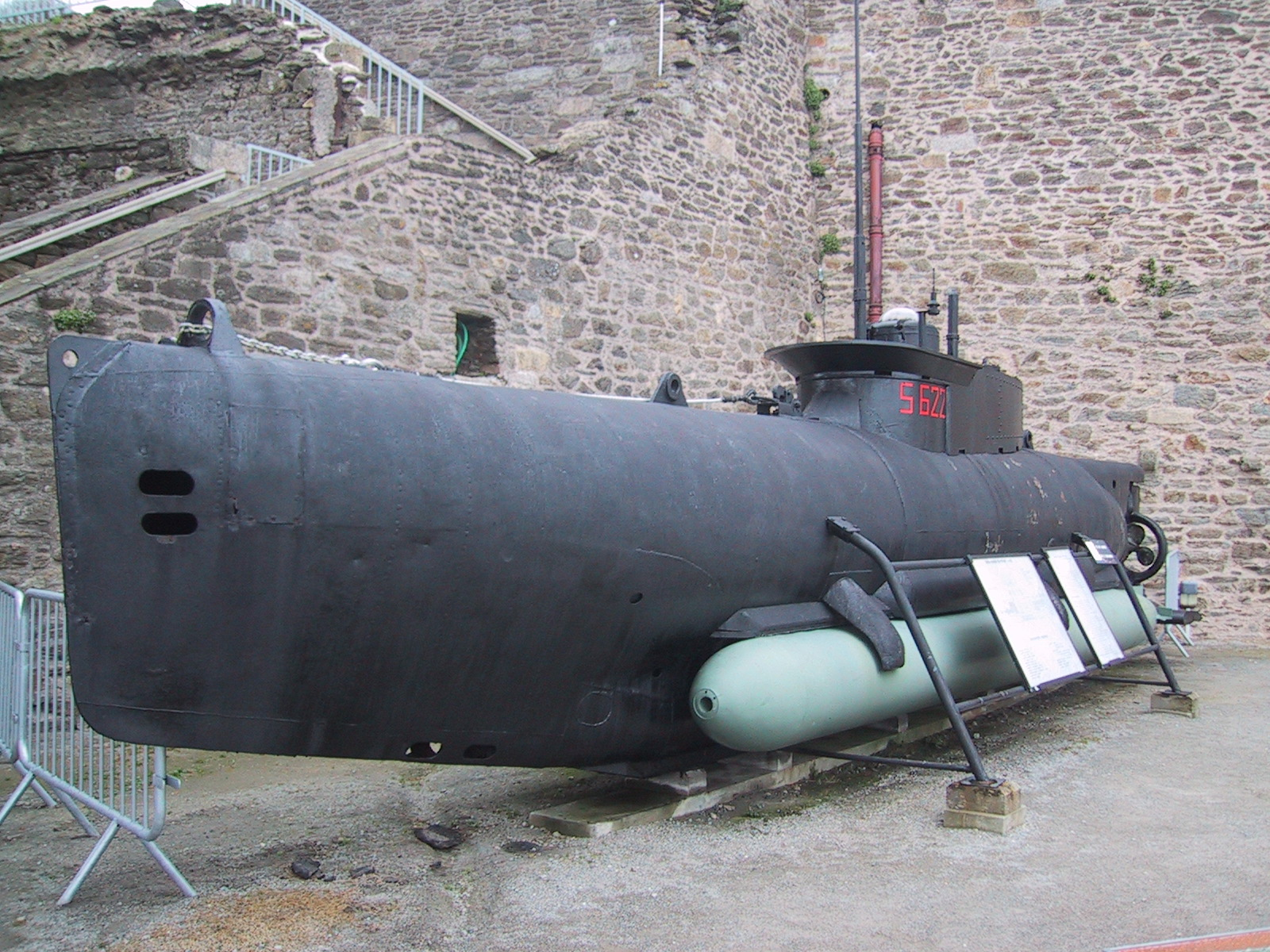
Sous-marin de poche militaire de type Seehund d'origine allemande récupéré par les forces sous-marines françaises à la fin de la seconde guerre mondiale et exposé au musée de la Marine de Brest.

### Canada

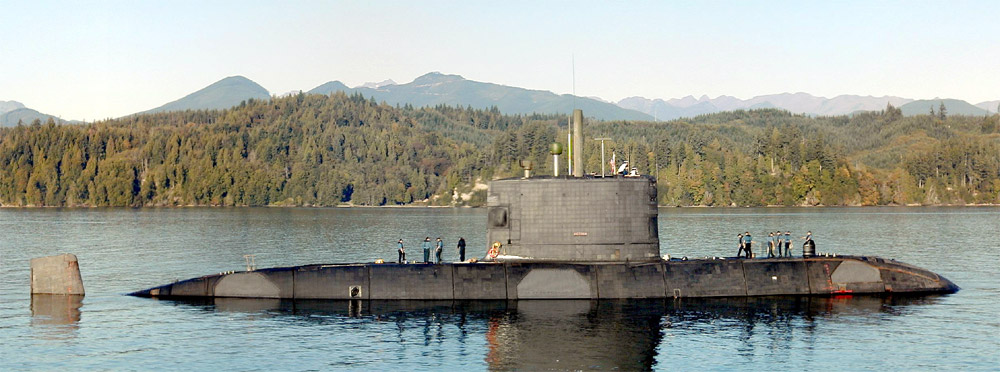
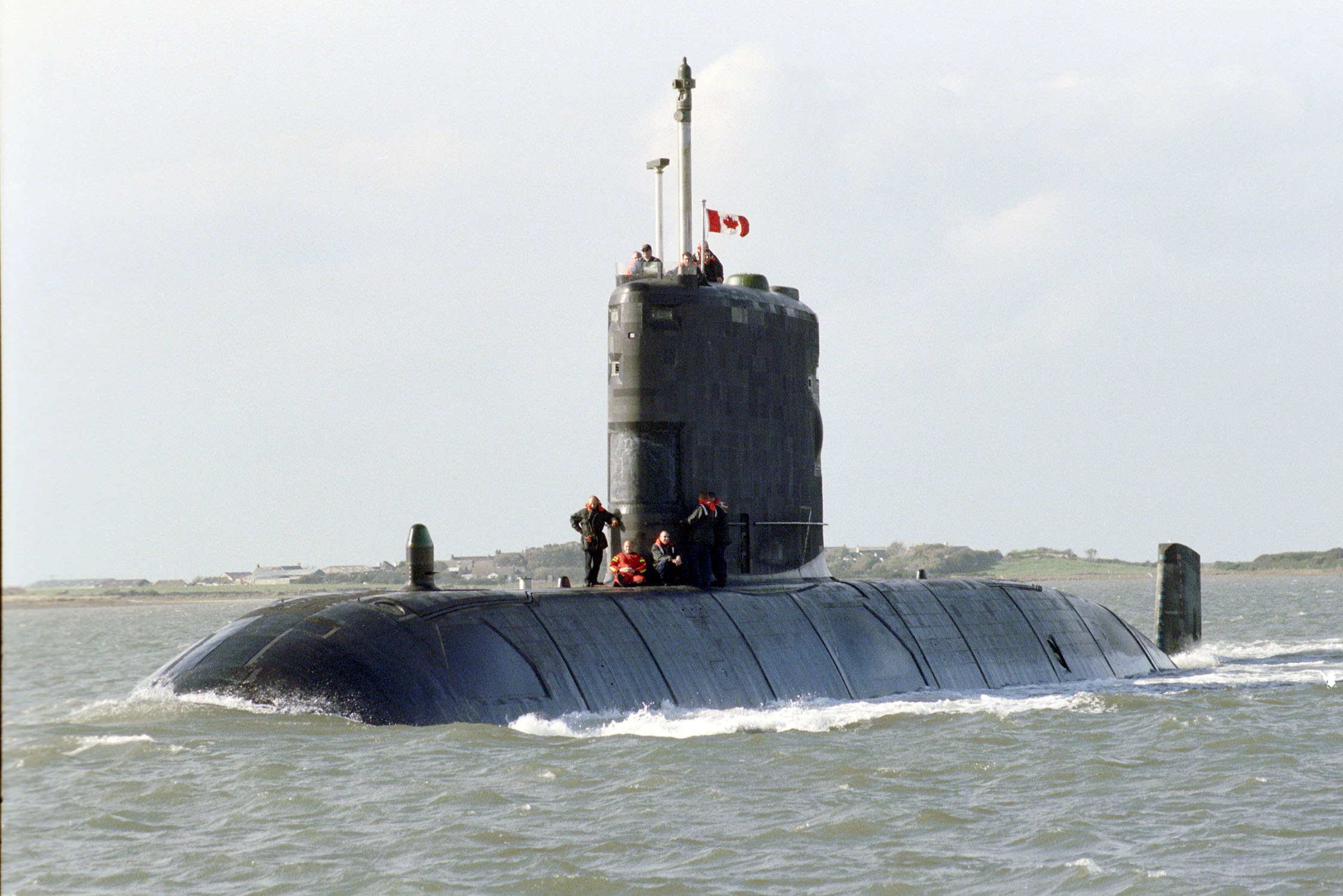

### Suède

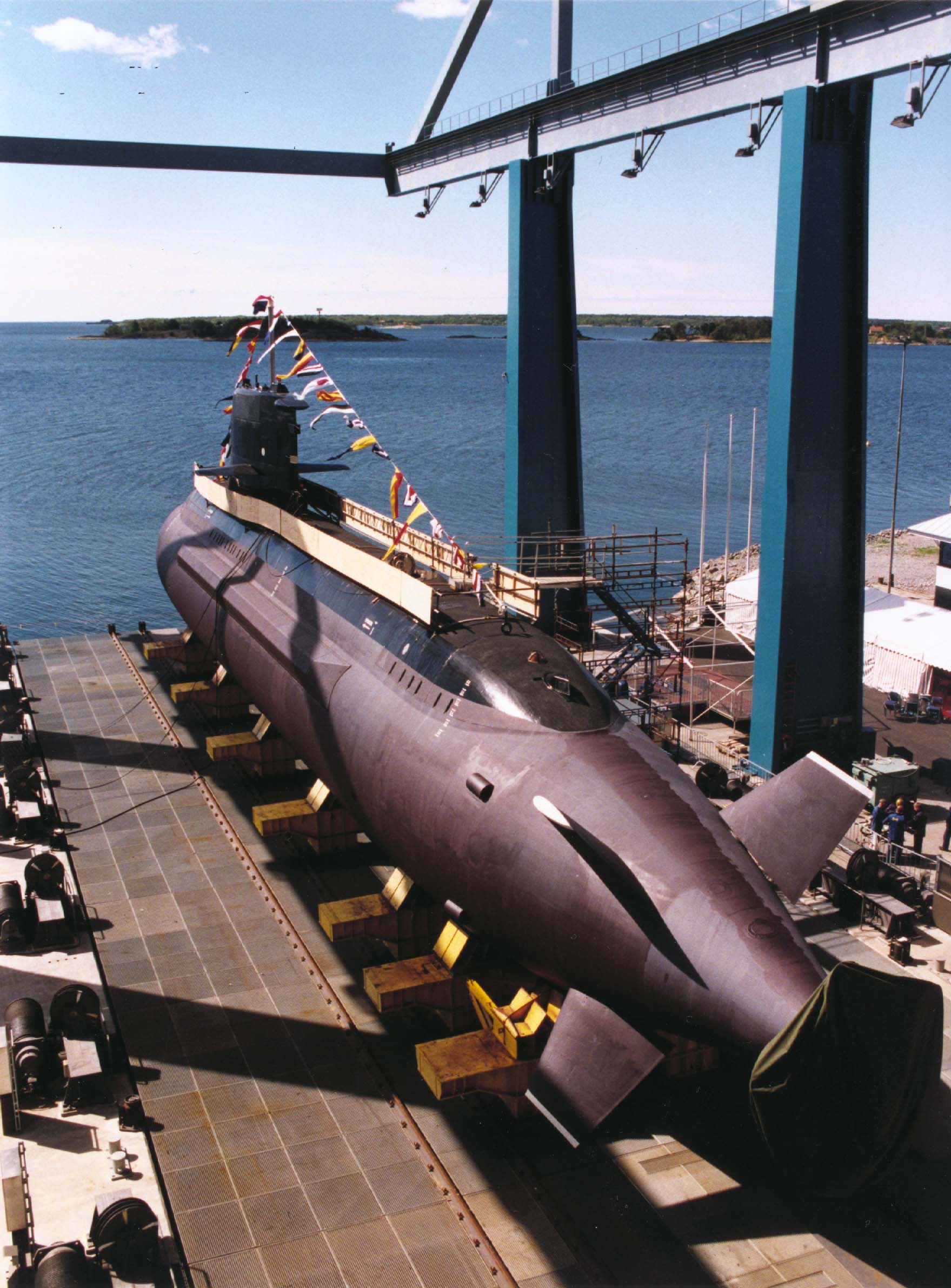
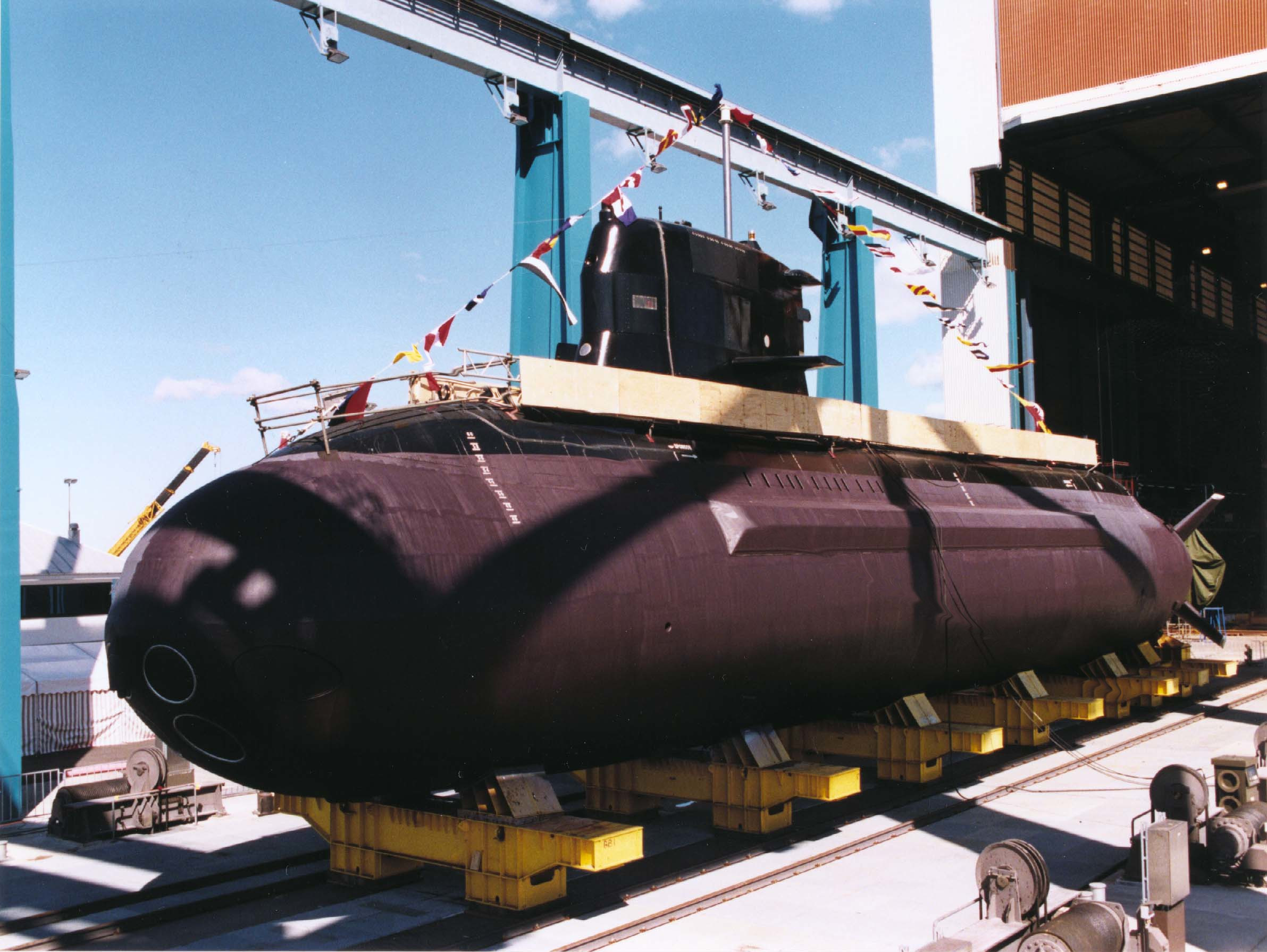
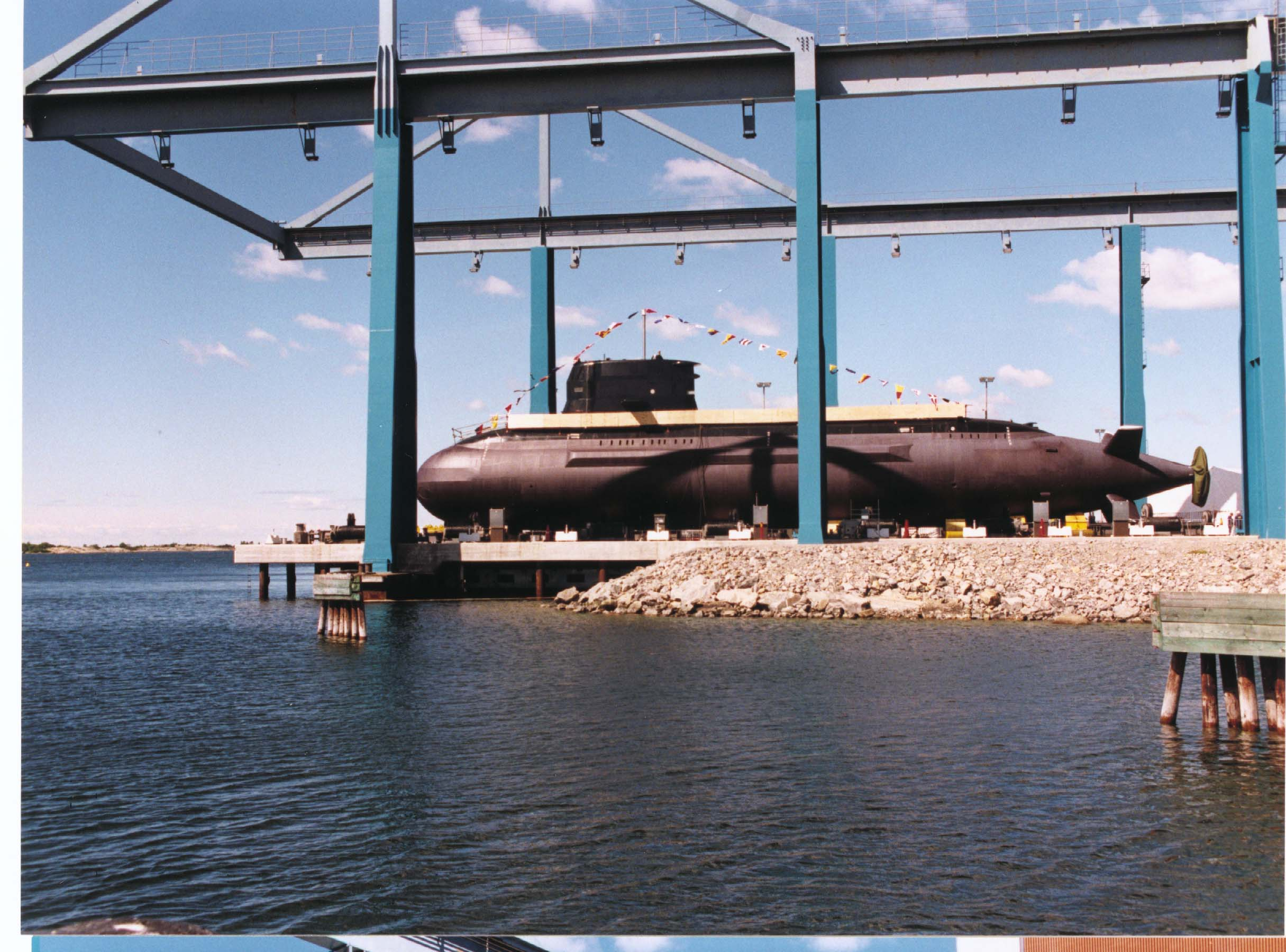
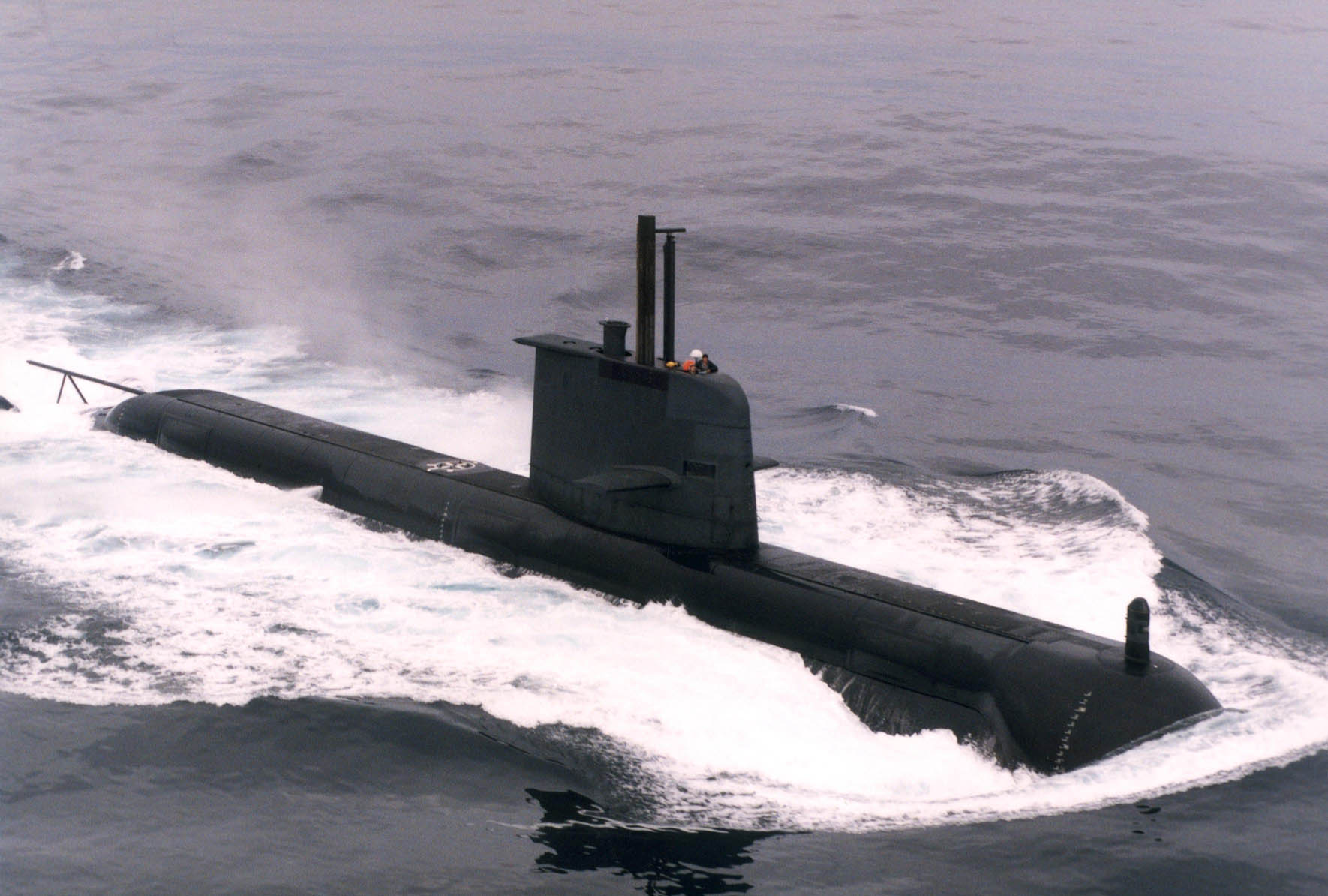
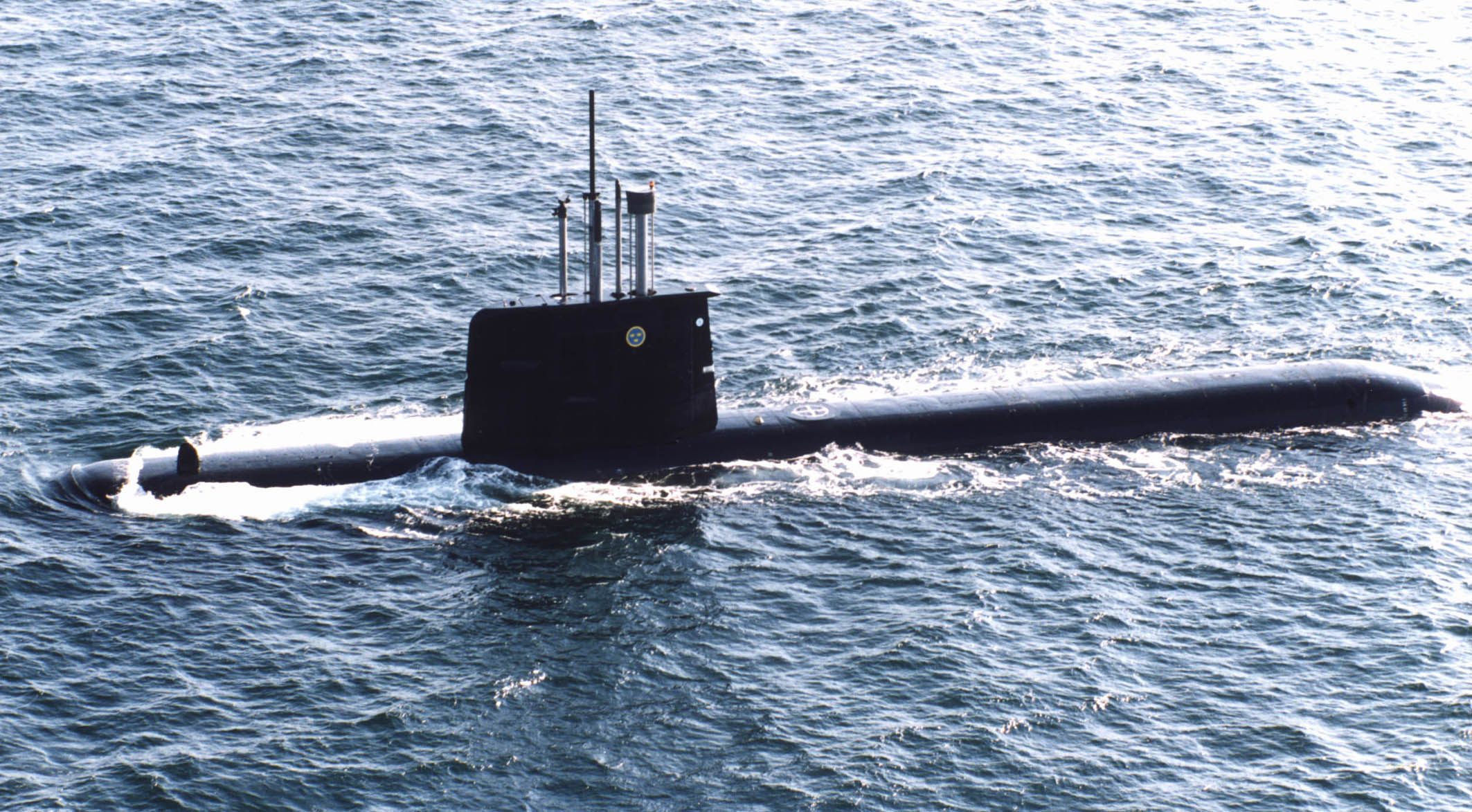